# سن-گودفروا
سن-گادفروا (به فرانسوی: Saint-Godefroi) بخشی در منطقه شهری بونوانتور ناحیه گاسپزی-ایل-دو-لا-مادلن در استان کبک کانادا است. در سرشماری سال ۲۰۱۱ این بخش ۳۴۲ نفر جمعیت داشته‌است و مساحت آن ۶۰٫۳۲ کیلومتر مربع است.